# Willem Egbert Kroesen
Willem Egbert Kroesen (Groningen, 7 februari 1817 - Scheveningen, 22 juni 1873) was een Nederlandse generaal en commandant van het Koninklijk Nederlandsch-Indisch Leger.

## Loopbaan
Kroesen trad in 1829 in dienst bij het Nederlandse leger, waar hij de onderofficiersrangen doorliep. In 1836 werd hij benoemd tot tweede luitenant der infanterie; in 1838 vertrok hij naar het Nederlands-Indisch leger, waar hij in 1840 benoemd werd tot eerste luitenant, in 1845 tot kapitein, in 1853 tot majoor en in 1856 tot luitenant-kolonel. In 1856 en 1857 was hij militair commandant van de Westerafdeling van Borneo. In de jaren 1858-1860 verbleef hij met verlof in Nederland. In 1860 fungeerde hij als militair commandant en waarnemend resident van Palembang en in 1861 als militair commandant van Makassar en waarnemend gouverneur van Celebes. In 1862 werd hij kolonel. In 1864 werd hij tot lid van de Raad van Nederlandsch-Indië benoemd, met als titulaire rang generaal-majoor. In 1868 werd hij gepensioneerd. Hij vertrok naar Nederland, maar in 1869 deed de overheid een beroep op hem. Hij werd bevorderd tot luitenant-generaal en benoemd tot commandant van het Indische leger.
Hij nam deel aan een groot aantal gevechten. In 1830-1832, tijdens de Belgische Revolutie, was hij een van de verdedigers van de Citadel van Antwerpen. In 1840 vocht hij op Sumatra's Westkust en in 1847 nam hij deel aan een strafexpeditie op het eiland Nias. Daarvoor werd Kroesen bij Koninklijk Besluit van 1 november 1850 nummer 39 benoemd tot ridder in de Militaire Willems-Orde vierde klasse. In de jaren 1853-1855 vocht hij op Borneo. Daarvoor werd hij per Koninklijk Besluit van 21 oktober 1854 nummer 103 bevorderd tot ridder in de Militaire Willems-Orde derde klasse. In 1858, tijdens zijn verlof in Nederland, werd hij bij Koninklijk Besluit van 14 oktober 1858 nummer 64 benoemd tot ridder in de Orde van de Nederlandse Leeuw.
In het begin van 1873 kreeg hij eervol ontslag uit de dienst. Bij Koninklijk Besluit van 4 januari 1873 nummer 1 werd hij benoemd tot commandeur in de Orde van de Nederlandse Leeuw. In april van dat jaar droeg hij het commando over het Indische leger over aan luitenant-generaal Whitton. Hij ging ten tweeden male met pensioen en vertrok naar Nederland. Op 22 juni 1873 overleed hij tijdens het baden in de zee bij Scheveningen aan de gevolgen van een hersenbloeding. Hij werd begraven op Oud Eik en Duinen.
In maart 1873 brak de oorlog met Atjeh uit, die met onderbrekingen tot 1914 zou duren. In april werd de eerste expeditie naar Atjeh gestuurd, die op een complete mislukking uitliep. Nog voordat het expeditieleger onverrichter zake terugkeerde naar Java, publiceerde Johannes Isaak de Rochemont, adjudant van gouverneur-generaal James Loudon, een artikel waarin hij Kroesen verantwoordelijk stelde voor de slechte uitrusting van het Indische leger. Na terugkeer van het expeditieleger stelde Loudon een enquêtecommissie in om de schuldvraag te onderzoeken. Ook bij de verhoren van de commissie kwam de rol van Kroesen aan de orde. Zijn vroegere adjudant, kapitein G.C.E. van Daalen, verdedigde voor de commissie zijn inmiddels overleden chef. Hij betoogde dat Kroesen juist vele malen had gewaarschuwd dat de uitrusting van het leger ondermaats was, maar weinig gehoor vond bij de zuinige Nederlandse regering.

## Het stoomschipLuitenant-Generaal Kroesen
In januari 1873 werd als eerbetoon aan Kroesen het stoomschip Earl Canning herdoopt in Luitenant-Generaal Kroesen. Het schip vervoerde passagiers en vracht binnen de Indische archipel. Op 21 juni 1876 liep het schip in Straat Soenda op een klip en brak het in tweeën. Van de ca. 300 opvarenden kwam de helft om.